# جبال نابلس

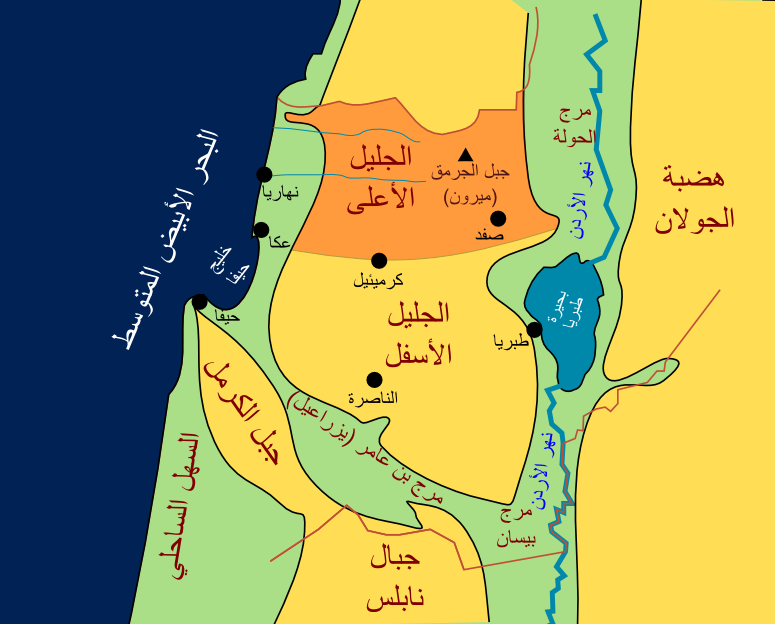
خريطة تظهر منطقة شمال جبال نابلس وجبال الجليل

جبال نابلس هي سلسلة من المرتفعات تمتد من جبال الجليل وجبل الكرمل شمالاً وحتى جبال القدس جنوباً.
تعد هذه السلسلة امتداداً طبيعياً لسلسلة الجبال الساحلية في بلاد الشام، الممتدة من أنطاكية في أقصى شمال غرب سورية. أعلى قمة في هذه السلسلة هي جبل عيبال في نابلس وارتفاعه 951 م فوق سطح البحر، حيث يقع جبل عيبال إلى الشمال تماما من مدينة نابلس التي بنيت على سفوحه. ويأتي جبل عين عينا شرق قرية تلفيت جنوب نابلس في المرتبة الثانية بارتفاع 904م فوق سطح البحر ثم يأتي جبل جرزيم المقابل لعيبال في المرتبة الثالثة بارتفاع 881 م.

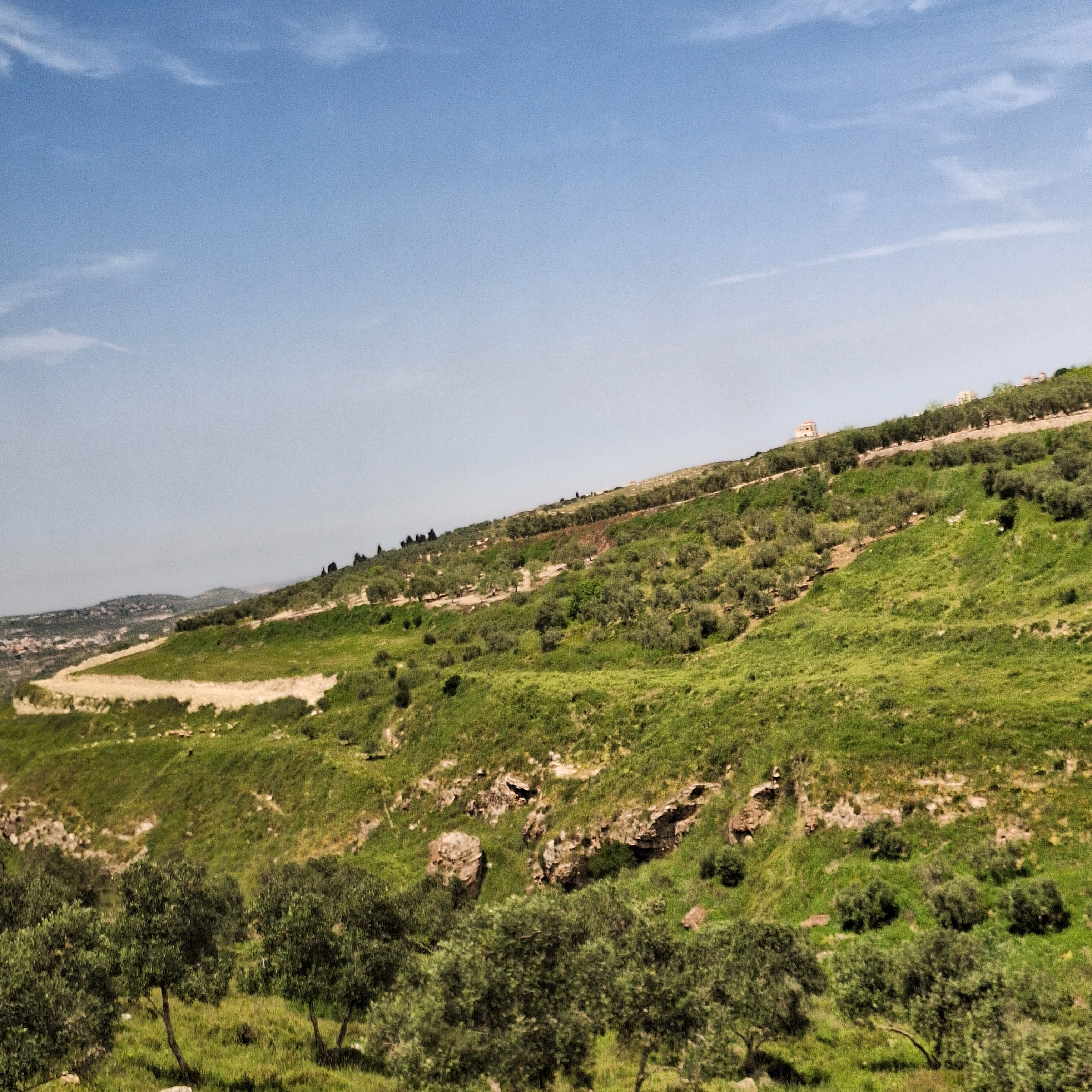
جبال تلّ الجميلة جنوبيّ نابلس، التي اعتاد الفلسطينيون على طرقهها الجبلية الوعرة منذ بداية الإبادة الجماعية في غزة نتيجة إغلاق حاجز حوارة الرئيسي، الشريان الواصل بين شمال الضفة الغربية وجنوبها